# Терешки
Терешки (на украински: Терешки) е село и община в Украйна, Полтавски район на Полтавска област. Намира се на 4 km югоизточно от Полтава, в близост до река Ворскла. Разположено е на железопътната линия Полтава–Кременчуг. Селото има площ 2,078 km2 и 2450 жители (2001). Населението на общината е 4742 души, а площта – 14,7 km2 (2005).
През 1969 г. в селото започнаха да идват българи, които са работили в кариерата за добив на пясък. По-късно те се местят техните семейства тук, те започнаха да се изгради първите дървени колиби и бараки и по-късно общежитие. През 1972 г. те построяват първата пет-етажна сграда, а през 1988 г. – текущото местно средно училище.